# (8578) Shojikato
(8578) Shojikato  es un asteroide perteneciente al cinturón de asteroides, descubierto el 19 de noviembre de 1996 por Takao Kobayashi desde el Observatorio de Ōizumi, en Japón.

## Designación y nombre
Shojikato se designó inicialmente como 1996 WZ.
Más adelante fue nombrado por  Shoji Kato (n. 1935), profesor emérito de la Universidad de Kyoto, quien se ha dedicado al estudio de teorías sobre oscilaciones y ondas en discos de acreción en núcleos galácticos activos y discos protoplanetarios. Se desempeñó como miembro del Comité Nacional Japonés de la IAU durante 1985-1994.

## Características orbitales
Shojikato orbita a una distancia media del Sol de 3,001 ua, pudiendo acercarse hasta 2,714 ua y alejarse hasta 3,287 ua. Tiene una excentricidad de 0,095 y una inclinación orbital de 11,012° grados. Emplea en completar una órbita alrededor del Sol 1898,82 días.
Pertenece a la familia de asteroides de (221) Eos.

## Características físicas
Su magnitud absoluta es 12,48. Tiene 12,261 km de diámetro y su albedo se estima en 0,155.